# Tox
Tox, Project Tox — одноранговый децентрализованный протокол безопасного обмена данными со сквозным шифрованием с открытой спецификацией, разрабатываемый сообществом энтузиастов с 2013 года как свободная от надзора государств и корпораций альтернатива Skype.
Эталонная реализация протокола использует криптографические функции библиотеки NaCl. На ней разработчиками Tox созданы функционально аналогичные Skype мессенджеры для разных операционных систем и аппаратных платформ, которые распространяются под свободной лицензией и с открытым исходным кодом: qTox, μTox, Atox.
Совместная работа над проектом Tox осуществляется на хостинге кода GitHub.
Другие проекты свободных служб защищённой связи через интернет — Briar и Invisible.im.

## Технология
Tox — одноранговый протокол обмена зашифрованными данными (используется сквозное шифрование), который работает на транспортном протоколе UDP. Каждый клиент сети является пиром, пира можно указать вручную или осуществить поиск. Поиск пиров в Интернете осуществляется по протоколу DHT (аналогично BitTorrent Sync). Есть функция поиска пиров в локальной сети.
Для шифрования в Tox используется криптографическая библиотека NaCl, созданной международной группой специалистов по безопасности под руководством Дэниела Бернштейна (Daniel J. Bernstein) из Университета штата Иллинойс в Чикаго.
Полная анонимность (с сокрытием своего адреса IP) обеспечивается при использовании проксирования соединений через сеть Tor по протоколу SOCKS.
Возможности Tox не ограничиваются обменом сообщениями и видеозвонками, это протокол для безопасной передачи любых данных между людьми.

## История
Разработка Tox началась в 2013 году. Идея создать независимый от корпораций и правительств мессенджер, способный заменить Skype, появилась на форуме 4chan при обсуждении сообщений Э. Сноудена о тотальной слежке АНБ США за частной перепиской и разговорами в мессенджерах.
По итогу обсуждения в техническом подфоруме 4chan, энтузиастами был создан чат 4chan для координации проекта, на хостинге кода GitHub был создан репозиторий и начата разработка кода.
В 2014 году Project Tox участвовал в Google Summer of Code в качестве наставнической организации
В 2015 году Project Tox участвовал в Google Summer of Code в качестве наставнической организации.

### Разрыв с Tox Foundation
11 июля 2015 года группа разработчиков заявила о прекращении отношений с Tox Foundation, созданной некогда в качестве компании — представителя проекта. Согласно информации из нового блога разработки и обсуждения на Reddit, Шон Куреши (также известный под псевдонимами Stqism, AlexStraunoff и NikolaiToryzin), глава и единственный член совета директоров Tox Foundation, «взял кредит на личные цели, никак не связанные с проектом, под залог Tox Foundation и всех денежных средств фонда».
Достоверно неизвестно, какой суммой завладел Куреши: согласно заявлению коллектива разработчиков, сумма составляла «несколько тысяч долларов»; до этого на Reddit сообщалось о том, что было украдено три тысячи долларов. Большей частью средств являлись призовые, полученные по результатам участия Tox Foundation в Google Summer of Code 2014, а также небольшое количество пожертвований от частных лиц.
Данные события стали причиной очередного переезда сайта проекта на новый домен, https://tox.chat, поскольку Куреши не только предоставлял хостинг, но и являлся непосредственным владельцем всех старых доменов. 
Несмотря на произошедшее, разработчики решили продолжить работу над проектом, особо отметив, что исходный код не был скомпрометирован, поскольку он хранился на Github, в репозитории, принадлежащем irungentoo — главному разработчику toxcore, главной библиотеки проекта. Тем не менее, пользователей попросили максимально оперативно перейти на новые репозитории.
14 сентября 2015 года Куреши прокомментировал сложившуюся ситуацию в разделе заметок своего аккаунта GitHub, всячески отрицая все обвинения, и заявил, что якобы не тратил деньги на личные нужды, а пустил их на покрытие «растущих издержек» по обслуживанию инфраструктуры проекта. Несмотря на то, что Куреши также заявил, что готов предоставить доказательства в форме чеков и квитанций по оплате услуг хостинга и аренды доменов, на декабрь 2015 года этого сделано не было.

## Оценка
Tox получил значительную огласку на ранней концептуальной стадии, привлек внимание глобальных новостных онлайн-сайтов. 15 августа 2013 года Tox занял пятое место в списке самых популярных на GitHub. Были высказаны опасения по поводу утечек метаданных, и разработчики отреагировали, внедрив маршрутизацию Onion для процесса поиска друзей. 

## Клиенты
Разработаны клиенты для всех основных операционных систем: Linux, Windows, Android, iOS.
| Название    | Поддерживаемые ОС                                                    | Написан на                   | Статус клиента                                             |
| ----------- | -------------------------------------------------------------------- | ---------------------------- | ---------------------------------------------------------- |
| uTox (µTox) | Linux, FreeBSD, OS X, Windows                                        | C                            | Заброшен, последнее обновление в 2021 году                 |
| qTox        | Linux, FreeBSD, OS X, Windows                                        | C++ (Qt)                     | Разрабатывается , последнее обновление в феврале 2025 года |
| Prival      | Windows                                                              | C/C++                        | Разрабатывается                                            |
| Antox       | Android                                                              | Scala, Java                  | Заброшен, последнее обновление в августе 2019 года         |
| Antidote    | iOS                                                                  | Objective-C                  | Разрабатывается, последнее обновление в 2024 году          |
| tox-rs      | Linux, Windows                                                       | Rust                         | Заброшен, последнее обновление в декабре 2022 года         |
| Toxic       | консольный клиент для Linux, FreeBSD, OpenBSD, NetBSD, Solaris, OS X | C (Ncurses)                  | Разрабатывается                                            |
| Toxygen     | Linux, Windows                                                       | Python (Qt, PySide)          | Заброшен, последнее обновление в 2020 году                 |
| Cyanide     | Sailfish OS                                                          | C++                          | Заброшен, последнее обновление в январе 2017 года          |
| gTox        | Linux                                                                | C++ (GTK+ 3)                 | Заброшен (см. страницу проекта на GitHub)                  |
| Toxy        | Windows                                                              | C# (WPF)                     | Заброшен, последнее обновление в 2018 году                 |
| TRIfA       | Android                                                              | C, Java                      | Разрабатывается                                            |
| xWinTox     | Linux, FreeBSD, Solaris                                              | C/C++ (FLTK)                 | Заброшен, последнее обновление в декабре 2015 года         |
| Isotoxin    | Windows                                                              | C++                          | Заброшен, последнее обновление в марте 2018 года           |
| ratox       | Linux, BSD, OS X                                                     | C                            | Заброшен, последнее обновление в феврале 2015 года         |
| WebTox      | Web-based                                                            | HTML5 (клиент) + Go (сервер) | Заброшен, последнее обновление в январе 2016 года          |
| Protox      | Android                                                              | Qt (QML)                     | Заброшен, последнее обновление в 2021 году                 |
| aTox        | Android                                                              | Kotlin                       | Разрабатывается                                            |
| yat         | Linux, Windows, macOS                                                | Vala                         | Разрабатывается                                            |

Помимо самостоятельных клиентов, сторонними разработчиками были также выпущены плагины для Pidgin (не поддерживается и не обновляется с 4 мая 2017 года) и Miranda NG.